# ソニア・モルゲンシュテルン

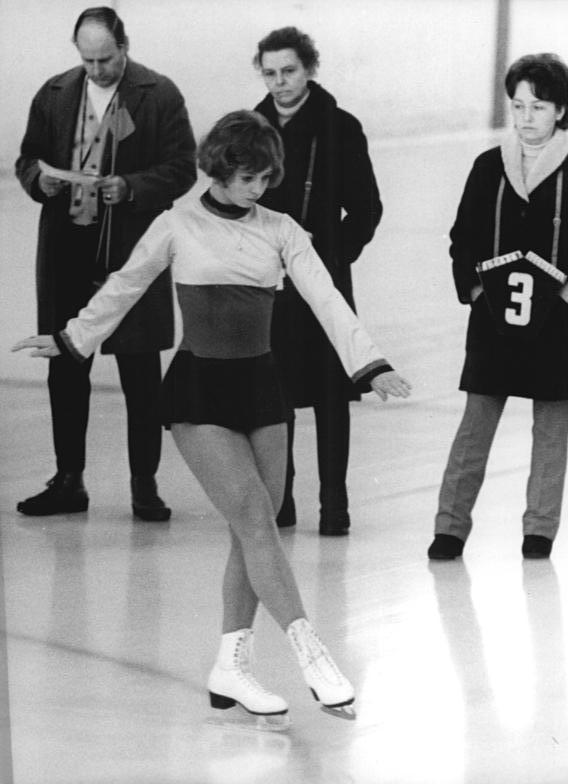
コンパルソリーフィギュアを競技しているソニア・モルゲンシュテルン

ソニア・モルゲンシュテルン（ドイツ語: Sonja Morgenstern、1955年1月22日 - ）は、ドイツ、フランケンベルク出身のフィギュアスケート選手（女子シングル）。現在はコーチ。1968年グルノーブルオリンピック・1972年札幌オリンピック東ドイツ代表。1972年欧州選手権銅メダリスト。ゾーニャ・モルゲンシュテルンとも表記。

## 経歴
オリンピックには1968年グルノーブルオリンピックと1972年札幌オリンピックの2回出場しており、それぞれ28位と6位で終えている。1972年ヨーロッパフィギュアスケート選手権では3位となった。1973年に怪我のため、現役を引退した。
引退後は学校で教育論を学び、教師となったが、彼女の子供が障害を持っていたため、4年後に教師を辞め、コーチに転身した。

## 主な戦績
| 大会/年        | 1967-68 | 1968-69 | 1969-70 | 1970-71 | 1971-72 | 1972-73 |
| -------------- | ------- | ------- | ------- | ------- | ------- | ------- |
| オリンピック   | 28      |         |         |         | 6       |         |
| 世界選手権     | 20      | 棄権    | 11      | 6       | 5       | 9       |
| 欧州選手権     | 17      | 12      | 9       | 4       | 3       | 棄権    |
| 東ドイツ選手権 |         | 2       | 2       | 1       | 1       | 1       |
| モスクワ国際   |         | 3       |         |         |         |         |